# J.G. Ballard
J.G. Ballard, volledige naam James Graham Ballard, (Shanghai, 15 november 1930 - Londen, 19 april 2009) was een Britse schrijver.
Hij was vooral bekend om zijn apocalyptische sciencefictionromans, maar zijn literaire reputatie dankt hij aan zijn magisch realistische fantastische verhalen.

## Biografie
De ouders van Ballard arriveerden in 1929 in Shanghai waar zijn vader een textielbedrijf was begonnen. Volgens eigen zeggen was de stad het Parijs van het Oosten, waar 5 miljoen Chinezen samen met honderdduizend Europeanen en Amerikanen woonden met het daarbij horende contrast tussen Westerse luxe en het harde straatleven van de lokale bevolking. In 1931 valt het Japanse leger China binnen en neemt controle over van alle havensteden, het internationale gedeelte van Shanghai wordt echter met rust gelaten terwijl grote gedeeltes van de stad in puin worden gelegd. Op 7 December 1941 eindigt de vreedzame co-existentie met de Japanse aanval op Pearl Harbor die samenvalt met de inname van het internationale gedeelte van Shanghai. Wanneer Ballard die dag naar school wil antwoordt zijn vader met de, naar eigen zeggen, voor een kind schitterende woorden: “Jamie, there’ll be no more school and no more exams, not for a very long time”.
In 1943 wordt de familie Ballard met andere buitenlanders in kampen opgesloten. Ballard eindigt met 2000 anderen in het interneringskamp Longhua buiten Shanghai. Zijn roman Empire Of The Sun vormt een autobiografische beschrijving van Ballards jeugd in Lunghua al heeft hij het zelf gerelativeerd als “mijn leven gezien door de spiegel van mijn fictie die geïnspireerd is door dat leven.” Op 8 augustus 1945 zijn de bewakers plotseling verdwenen en beginnen de gevangen voorzichtig aan een nieuw leven.
Ballard verhuist in 1946 met zijn moeder en zuster naar Engeland. Londen dat hij alleen kent uit de nostalgische verhalen van zijn ouders zal hij later omschrijven als “Boekarest met een kater” Een verschil tussen feit en fictie dat zijn ongemakkelijke houding ten opzichte van Engeland zal voeden. In 1949 begint hij zijn studie medicijnen in Cambridge met het uiteindelijk doel om psychiater te worden. Het studentenblad Varsity publiceert zijn eerste korte verhaal “The Violent Moon” waarmee hij een schrijfwedstrijd had gewonnen. In 1952 gaat hij Engelse literatuur studeren aan de Universiteit van Londen maar wordt gedwongen om deze studie aan het einde van het jaar te staken.
Na kortstondige banen meldt Ballard zich aan bij de RAF. Vliegtraining vindt plaats in Canada waar Ballard sciencefiction ontdekt in Amerikaanse tijdschriften. In deze periode schrijft hij zijn eerste sciencefictionverhaal “Passport To Eternity”. Na twee jaar verlaat hij de RAF en keert terug naar Engeland waar hij trouwt met Helen Mary Matthews. In 1956 wordt zijn eerste sciencefictionverhaal geaccepteerd voor publicatie door het tijdschrift New Worlds waarmee Ballard de komende jaren een innige band zal ontwikkelen. Ballards interesse in het Surrealisme en opkomende Pop-art wil hij vertalen in een nieuw soort literatuur die echter weinig weerklank vindt bij de lezers van sciencefiction in die tijd. Ballard raakt na een bezoek aan een sciencefiction conventie in Londen zelfs gedesillusioneerd in het genre en kan in 1958 geen woord meer op papier krijgen.
In 1960 gaat de familie Ballard in Shepperton wonen, destijds een rustige buitenwijk van Londen om vanaf de late jaren zestig te worden opgeslokt door de stad en zo “een buitenwijk van Heathrow te worden.” Ballard zal hier de rest van zijn leven blijven wonen. Zijn eerste roman The Wind From Nowhere wordt in 1962 gepubliceerd maar Ballard zal snel na zijn tweede doorbraakroman The Drowned World het boek verworpen. Een professionele carrière als schrijver is begonnen en Ballard wordt al snel gezien als een speerpunt in de zogenaamde new wave van sciencefiction die losjes gegroepeerd is rond het New Worlds tijdschrift en schrijvers als Michael Moorcock en Brian Aldiss. In 1964 overlijdt zijn vrouw aan een longontsteking waardoor Ballard gedwongen wordt om zijn drie kinderen alleen op te voeden. Tussen dit hectische bestaan door en geschrokken door de dood van zijn vrouw schrijft hij de korte verhalen die zijn meest radicale werk zullen vormen The Atrocity Exhibition.
Ballard stierf in april 2009 aan prostaatkanker.

## Werken
Vaak wordt beweerd dat Ballard in wezen een schrijver van korte verhalen is, die ook romans heeft geschreven. Brian Aldiss is een belangrijke vertegenwoordiger van dit standpunt. In zijn korte verhalen, vooral eind jaren zestig ook wel door hemzelf omschreven als ‘condensed novels’, verandert Ballard sneller van stijl en onderwerpen terwijl zijn romans in series lijken te evolueren waar hij bepaalde thema’s zorgvuldig uitwerkt en herhaalt. Vrijwel alle romans van Ballard zijn in het Nederlands vertaald. Zelfs radicale werken als The Atrocity Exhibition en Crash vonden makkelijk een publiek in de gouden periode van sciencefiction in Nederland die ongeveer samenvalt met de jaren zeventig.

### Rampen Cyclus
Ballards eerste vier boeken die de periode 1961-1966 beslaan zijn duidelijk te karakteriseren door de centrale rol die een catastrofe op mondiaal niveau speelt. Helse stormen in The Wind From Nowhere, een stijgende waterspiegel in The Drowned World, extreme droogte in The Burning World en de kristallisering van de jungle in The Crystal World veranderen de leefomgeving van de mens. In tegenstelling tot wat gebruikelijk is bekommeren Ballards hoofdpersonen zich meestal weinig om overleving of het oplossen van de ramp. De catastrofe verandert de leefwereld in een surrealistisch landschap dat tegelijkertijd een nieuwe psychische dimensie herbergt. De personages zien in het verloop van de roman vaak positieve aspecten aan deze veranderingen, worden overmand door visioenen en gaan zich irrationeel gedragen. De grootste literaire invloed op Ballard is op dat moment waarschijnlijk John Wyndham, een Britse sciencefictionschrijver die zich probeerde te distantiëren van intergalactische avonturen.

### Technologische Landschappen Cyclus
Vanaf 1967 wordt de invloed van William S. Burroughs op Ballard onmiskenbaar (in zijn eigen woorden: “zonder twijfel de grootste Amerikaanse schrijver sinds de Tweede Wereldoorlog”. In de avant-gardistische sciencefiction van Burroughs herkent Ballard een ongekende literaire vrijheid. Het eerste resultaat is de verzameling ‘condensed novels’ The Atrocity Exhibition. Op basaal niveau een serie verhalen over een psychiater die schizofreen wordt en probeert om de waanzin die hij in het landschap van technologie, geweld en media aanschouwt te herstellen zodat de wereld voor hem weer betekenis krijgt. Uit een van de ideeën van In The Atrocity Exhibition ontwikkelt Ballard het thema voor zijn volgende en waarschijnlijk beroemdste roman Crash. In de periode voor Crash is Ballard bevriend geraakt met de kunstenaar Eduardo Paolozzi. Door hem geïnspireerd organiseert Ballard in 1969 een provocerende tentoonstelling in het New Arts Lab (Londen) die enkel bestaat uit een drietal autowrakken. Tevreden over de reacties die de tentoonstelling uitlokt besluit Ballard om een roman te schrijven over de verborgen erotiek van het auto-ongeluk. Ballard heeft zijn verhalen zelden in de toekomst gesitueerd maar met Crash maakt hij niet alleen het hedendaagse Londen tot plaats van handeling, tegelijkertijd geeft hij de hoofdpersoon zijn eigen naam. Met zijn taboedoorbrekende blik op seksualiteit en geweld gecombineerd met een kille stijl vol herhaling wordt Crash een permanente cultklassieker. Het daarop volgende Concrete Island vervolgt de thema’s van Crash met de vraag wat er gebeurt als mensen verdwaald raken in dit technologische landschap terwijl High-Rise een rauwe blik geeft achter de façade van het leven in de moderne torenflat.

### “Autobiografieën”
The Unlimited Dream Company uit 1979 vormt een duidelijk breekpunt in het oeuvre van Ballard. Het boek is nog lastig als sciencefiction te kwalificeren maar past in geen enkel ander genre behalve onder een zeer algemene noemer van fantastische literatuur. Een piloot stort neer in de rivier de Theems bij Shepperton en de rest van het verhaal is waarschijnlijk een visioen dat hij krijgt tijdens zijn verdrinking. Ballard laat zijn dagelijkse leefomgeving hier transformeren door de piloot die zich ontpopt als een Messiaans figuur met bovennatuurlijke krachten. Deze periode laat zich niet karakteriseren door een overkoepelend thema, Ballard speelt soms met de conventies van de avonturenroman of de utopische literatuur maar The Unlimited Dream Company signaleert in ieder geval een beweging richting autobiografie. In Empire Of The Sun beschrijft Ballard zijn jeugd in het Lunghua kamp. Het is zijn meest conventionele roman tot dan toe en het bezorgt hem een nieuw publiek. Bovendien wordt het boek genomineerd voor de prestigieuze Booker Prize. Ironisch genoeg wordt Ballard tegelijkertijd geroemd als de belangrijkste invloed op cyberpunk, de stroming die in de jaren tachtig sciencefiction een nieuw elan geeft. Het succes van Empire Of The Sun resulteert in een vervolg The Kindness of Women, dat het verhaal vertelt van de jonge Ballard in Engeland tot aan de dood van zijn vrouw.

### Een Deviante Sociologie
In de jaren negentig vindt opnieuw een belangrijke verschuiving plaats in Ballards werk. De periode van korte verhalen lijkt definitief voorbij, in een interview betreurt Ballard het feit dat er weinig mogelijkheden zijn overgebleven om ze te publiceren De novelle Running Wild en het korte verhaal 'The Largest Theme Park in the World' (1989) zijn voorstudies van een reeks romans over de duistere zijde van de hedendaagse consumptiemaatschappij en de mogelijk louterende functie van geweld. In deze romans gebruikt Ballard op eigenzinnige wijze de conventies van het thrillergenre om zijn literaire sociologie te presenteren. Over het algemeen wordt Super-Cannes, dat handelt over een mysterieuze moord in een enclave van hoogopgeleide werknemers aan de Rivièra, gezien als het hoogtepunt van deze reeks boeken.

### Essays en recensies
Tijdens de hoogtijdagen van New Worlds schreef Ballard voor tijdschriften regelmatig essays over onderwerpen als William Burroughs, Mein Kampf, Surrealisme en sciencefiction zelf. Zeker na het succes van Empire Of The Sun wordt Ballard regelmatig gevraagd om voor Britse kranten als The Guardian en The Independent recensies te schrijven over boeken of films. Veel van deze recensies en essays werden in 1997 met autobiografisch materiaal gebundeld als A User’s Guide To The Millennium. Salvador Dali, David Lynch, James Joyce, de auto, wetenschap en architectuur vormen onder andere zijn favoriete onderwerpen.

## Invloed
Ballard werd in de jaren zestig door Moorcock gepositioneerd als het boegbeeld van New Worlds, de belichaming van het radicale experiment dat sciencefiction hoorde te zijn. De invloed van Ballard is dan ook waarneembaar op veel schrijvers van het tijdschrift in die periode. Moorcocks Jerry Cornelius verhalen (1968-1977) kennen ondanks hun karakteristieke popinvloeden en humor duidelijke overlappingen met Ballard. Barefoot In The Head (1969) een van de meest experimentele boeken van Brian Aldiss (en van sciencefiction in het algemeen) deelt duidelijke Ballardiaanse obsessies als snelheid, geweld en de opheffing van de grens tussen subject en object. Pamela Zoline’s beroemde verhaal ‘The Heat Death of the Universe’ (1967) is duidelijk geïnspireerd door Ballards ‘condensed novels’.
Buiten sciencefiction worden Martin Amis, Will Self, Chuck Palahniuk, Alex Garland en Iain Sinclair vaak gezien als schrijvers die beïnvloed zijn door Ballard.
De postmoderne socioloog Jean Baudrillard was een van de eerste denkers die geïntrigeerd raakte door Ballard. Met name Crash betitelde hij als “vrijwel uniek in sciencefiction”, een boek waarin hyperrealiteit “fictie en realiteit afschaft.” Baudrillard en Ballard onderhouden zelfs een tijd een briefwisseling. Op zijn beurt noemt Ballard in 1992 Amérique van Baudrillard een van zijn tien favoriete boeken. Baudrillards interesse werd pas in de jaren negentig verder uitgewerkt in het werk van culturele theoretici als Mark Dery, Steve Beard en Kodwo Eshun.
De invloed van Ballard op muziek is groot geweest tijdens de hoogtijdagen van new wave, postpunk en industrial. Zanger Ian Curtis van Joy Division was een fervent Ballard lezer en het openingsnummer van hun tweede album Closer is vernoemd naar The Atrocity Exhibition. Waarschijnlijk het bekendste gebruik van Ballard is het door Crash geïnspireerde ‘Warm Leatherette’ de enige single van de elektronische groep The Normal uit 1978. Ook John Foxx, Cabaret Voltaire, The Sisters of Mercy en The Buggles zijn op verschillende manieren beïnvloed door Ballard.

## Film
De verhalen van Ballard worden vaak omschreven als filmisch. Sinds de jaren zestig circuleren er dan ook veel plannen om verhalen en boeken te verfilmen. Tot nu toe heeft dit geresulteerd in de volgende adaptaties:

### Films
Empire of the Sun (1987), regie: Steven Spielberg. Een getrouwe adaptatie van het gelijknamige boek.
Crash (1996), regie: David Cronenberg. Ondanks de aanpassingen van Cronenberg blijft de controversiële lading van het boek overeind. Winnaar van Speciale Jury Prijs op het filmfestival van Cannes 1996.
The Atrocity Exhibition (2001), regie: Jonathan Weiss. Ballards onverfilmbaar geachte boek wordt op inventieve wijze uitgewerkt door avant-garde filmer Weiss. Ballard zelf was zo enthousiast over de verfilming dat hij voor de dvd-uitgave samen met Weiss de film voorzag van audiocommentaar.
Aparelho Voador a Baixa Altitude (2002), regie: Solveig Nordlund. Noors-Portugese adaptatie van het korte verhaal ‘Low Flying Aircraft’.
High Rise (2015), regie: Ben Wheatley. 

### Televisie en korte films
Thirteen to Centaurus (1965), regie: Peter Potter. Adaptatie van het gelijknamige verhaal voor de BBC sciencefictionserie 'Out Of The Unknown'.
Crash! (1971), regie: Harley Harley Cokeliss. Voorstudie van het boek dat pas twee jaar later zou verschijnen. Korte undergroundfilm waarin Ballard zelf de hoofdrol speelt.
The Unlimited Dream Company (1983), regie: Sam Scoggins. Semi-documentaire over Ballard gelardeerd met abstracte fragmenten uit The Atrocity Exhibition.
Home (2003), regie: Richard Curson Smith. Adaptatie van het korte verhaal 'The Enormous Space' voor BBC.
A Guide To Virtual Death (2006), regie: Xander Walker. Lowbudgetverfilming van het gelijknamige korte verhaal, compleet opgebouwd uit gesamplede televisiebeelden.

### Romans
- The Wind From Nowhere (1961) - De Wind van Nergens
- The Drowned World (1962) - De Verdronken Aarde
- The Burning World (1964) soms The Drought) (1965) - De Brandende Aarde
- The Crystal World (1966) - De Kristallen Aarde
- The Atrocity Exhibition (1969) in V.S. Love and Napalm: Export USA) (1972) - De Gruweltentoonstelling
- Crash (1973) - De Klap
- Concrete Island (1974) - Eiland In Beton
- High Rise (1975) - De Torenflat
- The Unlimited Dream Company (1979)
- Hello America (1981) - Nachtmerrie USA
- Empire of the Sun (1984) - Het Keizerrijk van de Zon
- The Day of Creation (1987) - De Dag van de Schepping
- Running Wild (1988) - Wakend Oog
- The Kindness of Women (1991) - De Zachtheid van Vrouwen
- Rushing to Paradise (1994)
- Cocaine Nights (1996) - Cocaïnenacht
- Super-Cannes (2000) - Super-Cannes
- Millennium People (2003) - Millennium Mensen
- Kingdom Come (2006)
- Miracles of Life (2008)

### Korte Verhalen bundels
- The Voices of Time and Other Stories (1962)
- Billennium (1962)
- Passport to Eternity (1963)
- The Four-Dimensional Nightmare (1963)
- The Terminal Beach (1964) - Doodlopend Strand
- The Impossible Man (1966)
- The Venus Hunters (1967)
- The Overloaded Man (1967)
- The Disaster Area (1967)
- The Day of Forever (1967)
- Vermilion Sands (1971) - De Zingende Beelden
- Chronopolis and Other Stories (1971) - Chronopolis
- Low-Flying Aircraft and Other Stories (1976) - De Laatste Stad: negen verhalen
- The Best of J. G. Ballard (1977)
- The Best Short Stories of J. G. Ballard (1978)
- Myths of the Near Future (1982)
- The Voices of Time (1985)
- Memories of the Space Age (1988)
- War Fever (1990)
- The Complete Short Stories of J. G. Ballard (2001)
- The Complete Short Stories of J. G. Ballard Volume 1 (2006)
- The Complete Short Stories of J. G. Ballard Volume 2 (2006)

### Essays en recensies
- A User's Guide to the Millennium: Essays and Reviews (1996)

- Bibsys: 90199005
- Biblioteca Nacional de España: XX1721261
- Bibliothèque nationale de France: cb11890003k (data)
- Catàleg d'autoritats de noms i títols de Catalunya: 981058521468706706
- CiNii: DA01325860
- Digitale Bibliotheek voor de Nederlandse Letteren: ball024
- Gemeinsame Normdatei: 118656929
- International Standard Name Identifier: 0000 0001 2095 562X
- Library of Congress Control Number: n79043442
- Nationale Bibliotheek van Letland: 000003288
- MusicBrainz: 59072ef6-1995-47a8-9ad2-5189301d04ec
- Bibliotheek van het Japanse parlement: 00432182
- Nationale Bibliotheek van Tsjechië: jn19990000409
- Nationale bibliotheek van Australië: 36171562
- Nationale Bibliotheek van Israël: 987007277740605171
- Nationale Bibliotheek van Polen: a0000001812192
- Nationale en Universitaire bibliotheek Zagreb: 000041517
- Nederlandse Thesaurus van Auteursnamen: 068877056
- Réseau des bibliothèques de Suisse occidentale: 02-A002963942
- Istituto Centrale per il Catalogo Unico: CFIV011089
- LIBRIS: 176668
- SNAC: w69w19vw
- Système universitaire de documentation: 02670255X
- Trove: 1223659
- Union List of Artist Names: 500450227
- Virtual International Authority File: 9842556
- WorldCat: E39PBJfcMBbgmRjJKddRCxtR8C